# Altarejos
Altarejos település Spanyolországban, Cuenca tartományban. Altarejos Fresneda de Altarejos, Huerta de la Obispalía, Mota de Altarejos, Villar de Olalla, Villarejo-Periesteban és Zafra de Záncara községekkel határos. Lakosainak száma 204 fő (2024).

## Népesség
A település lakosságának változását az alábbi diagram mutatja:
| Lakosok száma | 312  | 314  | 292  | 265  | 239  | 183  | 226  | 190  | 200  | 204  |
|               | 2001 | 2004 | 2006 | 2009 | 2011 | 2014 | 2016 | 2019 | 2021 | 2024 |